# Paralimnophila emarginata
Paralimnophila emarginata là một loài ruồi hạc trong chi Paralimnophila. Loài này được tìm thấy ở Chile.